# Thomas Butler King

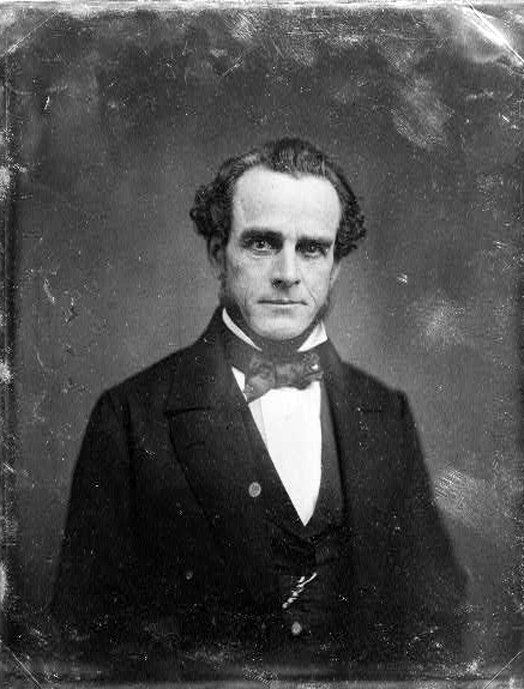
Thomas Butler King

Thomas Butler King (* 27. August 1800 in Palmer, Massachusetts; † 10. Mai 1864 in Waresboro, Georgia) war ein US-amerikanischer Politiker. Zwischen 1839 und 1850 vertrat er zweimal den Bundesstaat Georgia im US-Repräsentantenhaus.

## Werdegang
Thomas King war der jüngere Bruder von Henry King (1790–1861), der zwischen 1831 und 1835 für den Staat Pennsylvania im Kongress saß, sowie der Vater von J. Floyd King (1842–1915), der zwischen 1879 und 1887 Kongressabgeordneter aus Louisiana war. Er genoss eine private Ausbildung und besuchte dann die Westfield Academy. Nach einem anschließenden Jurastudium und seiner 1822 erfolgten Zulassung als Rechtsanwalt begann er ab 1823 in Waynesville (Georgia) in diesem Beruf zu arbeiten. Im Jahr 1824 heiratete er Anna Paige, die Tochter eines Plantagenbesitzers, mit der er zehn Kinder hatte. Nach dem Tod seiner Schwiegereltern erbte das Paar die „Retreat Plantation“, die King bewirtschaftete. Allerdings verlor er dieses Anwesen in den 1830er Jahren nach einer Krise auf dem Baumwollmarkt an seine Gläubiger. Thomas King war auch an Kanal- und Eisenbahnprojekten beteiligt. Gleichzeitig begann er eine politische Laufbahn.
Zwischen 1832 und 1837 gehörte er mehrfach dem Senat von Georgia an. Im Jahr 1833 war er Delegierter auf einer Versammlung zur Überarbeitung der Staatsverfassung. Damals war er Mitglied der Whig Party, deren regionale Parteitage in Georgia er als Delegierter in den Jahren 1835 und 1843 besuchte. 1844 nahm er auch am Bundesparteitag der Whigs teil. Im Jahr 1836 kandidierte er noch erfolglos für den Kongress. Bei den staatsweit ausgetragenen Kongresswahlen des Jahres 1838 wurde er für den siebten Abgeordnetensitz von Georgia in das US-Repräsentantenhaus in Washington, D.C. gewählt, wo er am 4. März 1839 die Nachfolge von George W. Towns antrat. Nach einer Wiederwahl konnte er bis zum 3. März 1843 zwei Legislaturperioden im Kongress absolvieren. Diese waren von den Diskussionen um eine mögliche Annexion der seit 1836 von Mexiko unabhängigen Republik Texas überschattet. Außerdem belastete der Streit zwischen seiner Partei und US-Präsident John Tyler auch die Arbeit des Kongresses. Bei den Wahlen des Jahres 1842 wurde Thomas King nicht bestätigt.
Bei den Kongresswahlen von 1844 wurde er dann als Nachfolger von Alexander Stephens im ersten Wahlbezirk von Georgia erneut in den Kongress gewählt. Nach zwei Wiederwahlen konnte er bis zu seinem Rücktritt am 3. März 1850 im Repräsentantenhaus verbleiben. In diese Zeit fiel der Mexikanisch-Amerikanische Krieg. Von 1847 bis 1849 war King Vorsitzender des Marineausschusses.
Nach seinem Ausscheiden aus dem Kongress leitete King zwischen 1850 und 1852 die Steuerbehörde im Hafen von San Francisco. Danach arbeitete er einige Zeit als Lobbyist für die Southern Pacific Railroad. Nach seiner Rückkehr aus Kalifornien wurde er im Jahr 1859 noch einmal in den Senat von Georgia gewählt. Nach der Auflösung seiner Partei hatte er sich inzwischen den Demokraten angeschlossen. Im Jahr 1860 war er Delegierter zur Democratic National Convention in Baltimore. Zu Beginn des Bürgerkrieges bereiste er im Auftrag des Staates Georgia und der Regierung der Konföderierten Staaten Europa, um deren Handelsinteressen zu vertreten. Dann kehrte King nach Georgia zurück. Er starb am 10. Mai 1864 in Waresboro.